# Doris Metaxa
Doris Metaxa (* 12. Juni 1911 in  Frankreich; † 7. September 2007) war eine französische Tennisspielerin.

## Leben
Ihre Eltern waren aus Kefalonia nach Marseille ausgewandert, wo Doris Metaxa auf die Welt kam.
1932 gewann sie in Wimbledon zusammen mit der Belgierin Josane Sigart das Damendoppel gegen die US-Amerikanerinnen Elizabeth Ryan und Helen Jacobs.
Vierzehn Tage nach ihrem Erfolg heiratete sie den englischen Rugbyspieler, Journalisten und Autor Peter Howard (1908–1965), mit dem sie drei Kinder (Anthony John Howard, Philip Nicholas Charles Howard und Anne Marie Wolrige Gordon) hatte.
Weitere Erfolge der Tennisspielerin waren die Finalteilnahmen im Damendoppel 1931 und 1935 und im gemischten Doppel 1934 in Wimbledon sowie zwei Doppeltitel bei englischen Turnieren im Jahr 1934.